# جنگ انگلیس و فرانسه (۱۲۹۴-۱۳۰۳)
جنگ انگلستان و فرانسه (به فرانسوی: Guerre de Guyenne) که به جنگ گوین نیز مشهور است، درگیری بین ۱۲۹۴-۱۲۹۸ و ۱۳۰۰-۰۳ بود که حول محور گاسکونی می‌چرخید. معاهده پاریس (۱۳۰۳) به این درگیری پایان داد.

## آکیتن و گاسکونی
درگیری شدید در سال ۱۲۹۳، زمانی که درگیری بین دریانوردان فرانسوی و انگلیسی باعث شد فیلیپ چهارم، پادشاه فرانسه رعیت خود را به دربار احضار کند، شدت گرفت. وقتی قلعه‌های گاسکونی که توسط فرانسوی‌ها به عنوان بخشی از شهرک‌سازی اشغال شده بود، طبق برنامه به انگلیسی‌ها بازگردانده نشد، ادوارد یکم انگلستان ادای احترام خود را کنار گذاشت و آماده جنگ برای آکیتن شد. جنگی که درگرفت (۱۲۹۴-۱۳۰۳) به نفع فیلیپ چهارم بود که ارتشش به عمق گاسکونی نفوذ کرد.

## فلاندر
ادوارد با اتحاد با فلاندر و دیگر شاهزادگان شمالی تلافی کرد. او کارزاری را در هماهنگی با کنت فلاندر در اوت ۱۲۹۷ به راه انداخت، اما در مقابله با یک نیروی فرانسوی به رهبری روبر دوم، کنت آرتوآ با شکست مواجه شد، و طی یک آتش بس از اکتبر ۱۲۹۷ تا ۱۳۰۳، پادشاهان رقیب وضعیت موجود را دوباره برقرار کردند.صلح ۱۳۰۳ با بازگرداندن دوک‌نشین به ادوارد در ازای ادای احترام، همه پتانسیل‌های درگیری را به همراه داشت.
پیامد اول این صلح، نافرمانی فلاندر بود. پس از تسلیم و زندانی شدن کنت، شورش علیه پادگان‌های فرانسوی به عهده بورگرهای فلاندری گذاشته شد و شوالیه‌های فرانسوی در ژوئیه ۱۳۰۲ در کورتای شکست سختی را متحمل شدند. پس از آن جریان تغییر کرد. اما تنها در سال ۱۳۰۵ بود که به توافق رضایت بخشی برای شاه رسید.

## عواقب
در زمانی که جنگ فشار بی‌سابقه‌ای بر منابع سلطنتی وارد می‌کرد، گاسکونی نیز نیروی انسانی تامین می‌کرد. بنابراین، هیچ پادشاه انگلیسی نمی‌توانست خطر فتح گاسکونی توسط فرانسوی‌ها را بپذیرد، زیرا خیلی چیزها در خطر بود.
پادشاهان انگلیسی به عنوان دوک‌های آکیتن، وفاداری فئودالی خود را به پادشاه فرانسه مدیون بودند و ادعاهای متضاد حاکمیت و عدالت منبع مکرر اختلافات بود. با توجه به ناراحتی‌های روابط فئودالی، ممکن است تعجب آور به نظر برسد که هیچ درگیری گسترده تری از وضعیت گاسکون قبل از دهه ۱۳۳۰ شکل نگرفت. با این حال، تا آن دهه تنش‌های ناشی از موقعیت انگلیسی‌ها در گاسکونی مهار و کنترل می‌شد.این جنگ نقطه عطفی در روابط بین دو قدرت بود.